# Chironomus usenicus
Chironomus usenicus är en tvåvingeart som beskrevs av Loginova och Belyanina 1994. Chironomus usenicus ingår i släktet Chironomus och familjen fjädermyggor. Inga underarter finns listade i Catalogue of Life.